# Alain Lodewijckx
Alain Lodewijckx, né le 3 septembre 1967, est un joueur de football belge retraité depuis 2004. Il est surtout connu pour les six saisons qu'il passe au Beerschot VAC, dont une en Division 1, la dernière de l'histoire du club.

## Carrière
Alain Lodewijckx fait ses débuts professionnels au KTH Diest, alors en Division 2. Il joue son premier match le 30 août 1986 face à l'Eendracht Alost. Le club est relégué en troisième division en fin de saison mais parvient à remonter un an plus tard. Il joue encore deux ans à Diest, où il est devenu titulaire en défense, puis quitte le club en 1990 pour rejoindre le Beerschot, une équipe de première division. Il s'impose directement dans l'équipe de base et joue 33 des 34 rencontres du championnat, ne loupant qu'un match pour cause de suspension. Malheureusement, le club est empêtré dans les problèmes sportifs et financiers et termine bon dernier. Il est relégué directement en Division 3 pour cause de dettes fédérales impayées.
Malgré cette double relégation, Alain Lodewijckx décide de rester au Kiel. Il aide le club à remporter le titre dans sa série en 1992, lui permettant de remonter en Division 2. Le club poursuit sur sa lancée et termine vice-champion pour son retour en deuxième division, à deux points du RFC Sérésien, champion invaincu. Lors du tour final, le KV Ostende, l'autre promu de Division 3, prend le meilleur. Le club se qualifie ensuite pour le tour final chaque saison jusqu'en 1995-1996, frôle à nouveau le titre en 1994-1995 quand il termine avec un point de retard sur le KSV Waregem, mais ne parvient pas à remonter parmi l'élite.
Après cette série d'échecs, Alain Lodewijckx quitte le Beerschot, rattrapé par ses problèmes de trésorerie, et rejoint le Royal Cappellen Football Club, un autre club de la banlieue anversoise évoluant en Division 2, en 1996. Ambitieux, le club lutte pour une place au tour final durant toute la saison mais le manque finalement pour deux points. Il recule ensuite dans le classement pour finir par se mêler à la lutte pour le maintien. En 1999, après trois ans passés à Cappellen, Alain Lodewijckx décide de rejoindre Heusden-Zolder, un club de troisième division très ambitieux.
Dès sa première saison au club, il est titulaire dans la défense et joue le titre jusqu'au bout avec le Royal Albert Elisabeth Club de Mons, qui décroche les lauriers après un test-match, les deux équipes ayant terminé à égalité de points et de victoires. Le club passe ensuite par le tour final pour obtenir sa promotion en Division 2. Le club devient d'emblée une des bonnes équipes de deuxième division et participe au tour final dès la saison 2001-2002, sa deuxième à ce niveau. Il n'est devancé que par Mons, qui accède ainsi à l'élite nationale. La saison suivante, le club se renforce avec plusieurs joueurs d'expérience et Alain Lodewijckx perd sa place à la mi-saison. Il ne joue aucun match à partir de janvier 2003 et ne participe pas au tour final, cette fois victorieux. Il est libéré par le club et s'engage avec le KS Kermt-Hasselt, en Promotion. Il y joue une saison puis décide de prendre sa retraite en mai 2004.

## Palmarès
- 1 fois champion de Division 3 en 1992 avec le K Beerschot VAC.

## Statistiques
| Saison                | Club                  | Championnat           | Championnat | Championnat | Coupe(s) nationale(s) | Coupe(s) nationale(s) | Total | Total |
| Saison                | Club                  | Division              | M.          | B.          | M.                    | B.                    | M.    | B.    |
| 1986-1987             | KTH Diest             | Division 2            | 3           | 0           | 0                     | 0                     | 3     | 0     |
| 1987-1988             | KTH Diest             | Division 2            | -           | -           | -                     | -                     | 0     | 0     |
| 1988-1989             | KTH Diest             | Division 2            | 25          | 0           | 0                     | 0                     | 25    | 0     |
| 1989-1990             | KTH Diest             | Division 2            | 29          | 1           | 6                     | 0                     | 35    | 1     |
| Sous-total            | Sous-total            | Sous-total            | 57          | 1           | 6                     | 0                     | 63    | 1     |
| 1990-1991             | K Beerschot VAC       | Division 1            | 33          | 1           | 2                     | 0                     | 35    | 1     |
| 1991-1992             | K Beerschot VAC       | Division 3            | 27          | 0           | 2                     | 0                     | 29    | 0     |
| 1992-1993             | K Beerschot VAC       | Division 2            | 32          | 0           | 3                     | 0                     | 35    | 0     |
| 1993-1994             | K Beerschot VAC       | Division 2            | 28          | 0           | 2                     | 0                     | 30    | 0     |
| 1994-1995             | K Beerschot VAC       | Division 2            | 38          | 0           | 2                     | 0                     | 40    | 0     |
| 1995-1996             | K Beerschot VAC       | Division 2            | 22          | 1           | 1                     | 0                     | 23    | 1     |
| Sous-total            | Sous-total            | Sous-total            | 180         | 2           | 12                    | 0                     | 192   | 2     |
| 1996-1997             | R. Cappellen FC       | Division 2            | 24          | 0           | 1                     | 0                     | 25    | 0     |
| 1997-1998             | R. Cappellen FC       | Division 2            | 30          | 1           | 2                     | 0                     | 32    | 1     |
| 1998-1999             | R. Cappellen FC       | Division 2            | 32          | 2           | 3                     | 0                     | 35    | 2     |
| Sous-total            | Sous-total            | Sous-total            | 86          | 3           | 6                     | 0                     | 92    | 3     |
| 1999-2000             | Heusden-Zolder SK     | Division 3            | 35          | 0           | 4                     | 1                     | 39    | 1     |
| 2000-2001             | Heusden-Zolder SK     | Division 2            | 19          | 0           | 0                     | 0                     | 19    | 0     |
| 2001-2002             | Heusden-Zolder SK     | Division 2            | 30          | 0           | 1                     | 0                     | 31    | 0     |
| 2002-2003             | Heusden-Zolder SK     | Division 2            | 15          | 0           | 2                     | 0                     | 17    | 0     |
| Sous-total            | Sous-total            | Sous-total            | 99          | 0           | 7                     | 1                     | 106   | 1     |
| 2003-2004             | KS Kermt-Hasselt      | Promotion             | 13          | 1           | 3                     | 0                     | 16    | 1     |
| Sous-total            | Sous-total            | Sous-total            | 13          | 1           | 3                     | 0                     | 16    | 1     |
| Total sur la carrière | Total sur la carrière | Total sur la carrière | 435         | 7           | 34                    | 1                     | 469   | 8     |

### Sources et liens externes
- Fiche d'Alain Lodewijckx sur mondefootball.fr